# 343413 Lauratoyama
343413 Lauratoyama è un asteroide della fascia principale. Scoperto nel 2010, presenta un'orbita caratterizzata da un semiasse maggiore pari a 2,7071623 au e da un'eccentricità di 0,0252505, inclinata di 1,81467° rispetto all'eclittica.